# Go Ara
Go Ara (korejsky 고아라; * 11. února 1990 Čindžu) je jihokorejská herečka a modelka.
Nejvíce se proslavila rolemi v televizních seriálech Sharp (2003), Maenddange Heding (2009), Návrat do 1994 (2013), Neohuideureun Powidwaetda (2014), Hwarang: Květinoví rytíři (2016–17), Beullaek (2017), Miseu hammurabi (2018), Haechi (2019) a Dodosolsollalasol (2020).

## Filmografie

### Film
| Rok  | Název CZ/EN                                    | Originální název                                                 | Role                   |
| ---- | ---------------------------------------------- | ---------------------------------------------------------------- | ---------------------- |
| 2007 | Genghis Khan: To the Ends of the Earth and Sea | Aoki Ōkami: Chi Hate Umi Tsukiru Made, 蒼き狼 地果て海尽きるまで | Mistress Khulan        |
| 2009 | Dance, Subaru!                                 |                                                                  | Liz Park               |
| 2012 | Pacemaker                                      | Peiseumeikeo, 페이스메이커                                       | Yoo Ji-won             |
| 2012 | Papa                                           | Papa, 파파                                                       | June                   |
| 2015 | The Magician                                   | Joseon masulsa, 조선마술사                                       | princezna Cheongmyeong |
| 2016 | Phantom Detective                              | Tamjeong Honggildong: Sarajin Maeul, 탐정 홍길동: 사라진 마을    | prezidentka Hwang      |
| TBA  | Sad Tropics                                    | Seulpeun Yeoldae: The Childe, 슬픈 열대: 더 차일드               |                        |

### Televizní seriál
| Rok       | Název CZ/EN                     | Originální název                             | Role                 |
| --------- | ------------------------------- | -------------------------------------------- | -------------------- |
| 2003-2005 | Sharp 1                         | 반올림                                       | Lee Ok-rim           |
| 2005-2006 | Sharp 2                         | 반올림                                       | Lee Ok-rim           |
| 2006-2007 | Snow Flower                     | Nun-ggot, 눈꽃                               | Yoo Da-mi            |
| 2008      | Who Are You?                    | Nuguseyo?, 누구세요?                         | Son Young-in         |
| 2009      | Karei naru Spy                  |                                              | Shin Yoon-ah (cameo) |
| 2009      | Heading to the Ground           | Maenddange Heding, 맨땅에 헤딩               | Kang Hae-bin         |
| 2013      | Reply 1994                      | Eungdaphara 1994, 응답하라 1994;             | Sung Na-jung         |
| 2014      | You're All Surrounded           | Neohuideureun Powidwaetda, 너희들은 포위됐다 | Eo Soo-sun           |
| 2015      | The Producers                   | Peurodyusa, 프로듀사                         | sebe sama (cameo)    |
| 2015-2016 | Reply 1988                      | Eungdaphara 1988, 응답하라 1988              | cameo                |
| 2016-2017 | Hwarang: The Poet Warrior Youth | Hwarang, 화랑                                | Aro                  |
| 2017      | Black                           | Beullaek, 블랙                               | Kang Ha-ram          |
| 2018      | Ms. Hammurabi                   | Miseu Hammurabi, 미스 함무라비               | Park Cha Oh-reum     |
| 2019      | Haechi                          | Haechi, 해치                                 | Chun Yeo-ji          |
| 2020      | Nemocniční playslist            | Seulgiroun Uisasaenghwal, 슬기로운 의사생활  | sebe sama (cameo)    |
| 2020      | Do Do Sol Sol La La Sol         | Dodosolsollarasol, 도도솔솔라라솔            | Goo Ra-ra            |